# Protocol
Pour plus de détails, voir Fiche technique et Distribution.
Protocol est un film américain réalisé par Herbert Ross, sorti en 1984.

## Fiche technique
- Titre : Protocol
- Réalisation : Herbert Ross
- Scénario : Buck Henry, Charles Shyer, Nancy Meyers et Harvey Miller
- Photographie : William A. Fraker
- Montage : Paul Hirsch
- Musique : Basil Poledouris
- Pays d'origine : États-Unis
- Format : Couleurs - 1,85:1
- Genre : Comédie
- Dates de sortie : 1984

## Distribution
- Goldie Hawn : Sunny
- Chris Sarandon : Michael Ransome
- Richard Romanus : Emir
- Andre Gregory : Nawaf Al Kabeer
- Gail Strickland : Mme St. John
- Cliff De Young : Hilley
- Keith Szarabajka : Crowe
- Ed Begley Jr. : Hassler
- Kenneth Mars : Lou
- Jean Smart : Ella
- Joel Brooks : Ben
- Grainger Hines : Jerry
- Kenneth McMillan : Sénateur Norris
- Kathleen York : Charmaine
- Elizabeth Anderson : Présentatrice télé
- Archie Hahn : Commentateur de la télé
- George Wallace : Commentateur de la télé
- Thom Sharp : Commentateur de la télé
- Paul Willson : Commentateur de la télé
- Lyman Ward : Sénateur Kenworthy
- Daphne Reid : Helene
- Amanda Bearse : Actrice de soap aopera